# Su Qing
Feng Heyi (chiń. upr. 冯和议, pinyin Féng Héyì), znana również jako Feng Yunzhuang (chiń. upr. 冯允庄, pinyin Féng Yǔnzhuāng) to chińska pisarka, eseistka i dramaturżka tworząca pod pseudonimem Su Qing (chiń. upr. 苏青, pinyin Sū Qīng). Urodziła się w 1914 roku w Ningbo, zmarła 7 grudnia 1982 roku w Szanghaju.

## Życiorys
Su Qing pochodziła z rodziny literatów. Do 6 roku życia mieszkała z babcią, następnie matka zabrała ją do domu dziadków od strony ojca. W wieku 12 lat Su Qing zaczęła uczęszczać do szkoły dla dziewcząt w powiecie Yinxian, po której ukończeniu zdecydowała się na naukę w gimnazjum w Zhejiangu, szkoląc się na nauczycielkę. Później Su Qing studiowała na uniwersytecie w Nankinie, a jej przyszły mąż, Li Qinhou – w Suzhou. Mówiło się o nich, że stanowiliby idealną parę; ich rodziny popierały ten związek, a sama Su Qing i Li Qinhou zakochali się w sobie od pierwszego wejrzenia. Ślub Su Qing i Li Qinhou był zaaranżowany przez rodziców Su Qing, gdy ta miała 20 lat i była na pierwszym roku studiów. Wedle umowy między rodzinami, mimo małżeństwa, Su Qing miała skończyć edukację. Musiała ona jednak porzucić naukę na uniwersytecie, ponieważ zaszła w ciążę. Rodzina męża oczekiwała narodzin syna, dlatego fakt, że Su Qing urodziła córkę, był dla nich rozczarowujący. Kiedy przeprowadziła się z mężem do Szanghaju, jej zadaniem – prócz urodzenia syna – okazało się również bycie pełnoetatową żoną. Nie pracowała, a jedynym źródłem utrzymania rodziny była pensja jej męża. Małżeństwo Su Qing nie było szczęśliwe – mąż stosował wobec niej przemoc domową. W 1943 roku Su Qing oficjalnie rozwiodła się z mężem. 
Po zakończeniu drugiej wojny chińsko-japońskiej w 1945 roku na Su Qing spadła fala krytyki z powodu jej bliskiej relacji ze zdrajcą narodu chińskiego, Chen Gongbo – ją samą okrzyknięto “literacką prostytutką i zdrajczynią”. Powiązania te sprawiły, że powojenni krytycy literaccy określili jej prozę jako pornograficzną, a ponadto zarzucili jej zniewolenie i otępienie szanghajskich kobiet, przez co zapomniały one o brutalności rzeczywistości i opresji. Po roku 1949 Su Qing zaczęła pisać sztuki dla opery szanghajskiej, jednak przez lata zleceń sukcesywnie ubywało, co zmusiło ją do przejścia na emeryturę w 1975 roku. W tym samym czasie zmagała się również z poważną chorobą płuc. Zmarła w 1982 roku. 

## Twórczość
W 1935 roku Su Qing opublikowała swój pierwszy esej pt. Urodzenie chłopca, urodzenie dziewczynki (chiń. upr. 生男与育女, pinyin Shēng nán yǔ yù nǚ). W utworze Su Qing opisuje obsesję chińskiej rodziny na punkcie męskiego potomka. Przez następne kilka lat Su Qing napisała wiele innych esejów o różnorodnej tematyce, m.in. edukacji chińskich kobiet, rozwodzie, seksualności kobiet oraz o codziennych trudnościach, z którymi spotykały się kobiety, szczególnie te pracujące. Od 1943 do 1945 roku Su Qing wydawała swój własny magazyn literacki, Niebo i Ziemia (chiń. upr. 天地, pinyin Tiāndì), na którego łamach publikowała nie tylko własną prozę, lecz także twórczość innych współczesnych pisarzy, w tym Eileen Zhang, która była jej bliską przyjaciółką. W 1944 roku Su Qing udało się ugruntować swoją pozycję w szanghajskim świecie kulturalnym dzięki zbiorowi Dryfujący brokat (chiń. upr. 浣锦集, pinyin Huàn jǐn jí) i powieści Dziesięć lat małżeństwa (chiń. upr. 结婚十年, pinyin Jiéhūn shí nián). Oba wydawnictwa stały się bestsellerami. W Dryfującym brokacie znalazły się eseje z lat 1935-1944. Dziesięć lat małżeństwa było natomiast powieścią autobiograficzną, której główna bohaterka, Su Huaiqing, opisuje swoje życie w wielkim mieście jako żona, matka i aspirująca autorka, pomimo wojny, problemów małżeńskich, macierzyństwa oraz innych politycznych i osobistych zawirowań. W utworze można znaleźć m.in. szczegółowo przedstawioną ceremonię małżeństwa wraz z towarzyszącymi jej zwyczajami, opowiedzianą w sposób autoironiczny i okraszoną humorystycznymi komentarzami. Taki typ narracji nie jest jednak obecny w całej powieści, ponieważ relacje z późniejszych wydarzeń, związanych z odnalezieniem się w roli młodej żony i matki, przepełnione są frustracją.
W 2016 roku Wydawnictwo Literacko-Artystyczne w Anhui wydało sześciotomową kolekcję prozy Su Qing, która zawiera m.in. takie powieści jak Dziesięć lat małżeństwa, Piękna kobieta na rozwidleniu dróg (chiń. upr. 歧途佳人, pinyin Qítú jiārén), Kontynuacja dziesięciu lat małżeństwa (chiń. upr. 续结婚十年, pinyin Xù jiéhūn shí nián) oraz trzy tomy esejów: Moje przyjaciółki (chiń. upr. 我的女友们, pinyin Wǒde nǚyǒumen), Rozmowy o kobietach (chiń. upr. 谈女人, pinyin Tán nǚrén) i Przyszłość kobiet (chiń. upr. 女性的将来, pinyin Nǚxìng de jiānglái). 